# 11606 Алмарі
11606 Алмарі (11606 Almary) — астероїд головного поясу, відкритий 19 жовтня 1995 року.
Тіссеранів параметр щодо Юпітера — 3,474.